# 4日
4日（よっか、よんにち）は、暦上の各月における4日目である。
各月の4日については下記を参照。
- 1月4日 - 1月4日 (旧暦)
- 2月4日 - 2月4日 (旧暦)
- 3月4日 - 3月4日 (旧暦)
- 4月4日 - 4月4日 (旧暦)
- 5月4日 - 5月4日 (旧暦)
- 6月4日 - 6月4日 (旧暦)
- 7月4日 - 7月4日 (旧暦)
- 8月4日 - 8月4日 (旧暦)
- 9月4日 - 9月4日 (旧暦)
- 10月4日 - 10月4日 (旧暦)
- 11月4日 - 11月4日 (旧暦)
- 12月4日 - 12月4日 (旧暦)